# Grupo Desportivo Estoril Praia 2023-2024
Questa voce raccoglie le informazioni riguardanti il Grupo Desportivo Estoril Praia nelle competizioni ufficiali della stagione 2023-2024.

## Stagione
Il 19 giugno 2023, la società ha annunciato Álvaro Pacheco come nuovo allenatore della squadra, in sostituzione di Nélson Veríssimo. Il 24 settembre successivo il tecnico portoghese viene esonerato, mentre si trovava in diciassettesima e penultima posizione in campionato, venendo sostituito in panchina da Vasco Seabra.
La stagione si apre il 22 luglio con la vittoria, nel primo turno di Coppa di lega contro il Paços Ferreira per 2-0, con le reti di Cassiano e João Marques. Sette giorni dopo superano anche il secondo turno, vincendo per 5-1 contro il Belenenses grazie alle marcature di Rodrigo Martins, Tiago Araújo, Volnei e la doppietta di João Carlos. Nella fase a gironi affrontano e sconfiggono sia il Leixões per 2-1 (a segno Cassiano ed Heriberto Tavares) sia il Porto per 3-1 (Cassiano, Guitane e João Carlos). Il 24 gennaio 2024, sconfigge in semifinale il Benfica per 5-4 ai rigori, dopo la parità nei tempi regolamentari.
Tre giorni dopo si è disputata la finale allo Stadio Dr. Magalhães Pessoa di Leiria, contro il Braga. Dopo sei minuti la partita si sblocca, grazie a Cassiano che trasforma il rigore fischiato. Al 20º minuto la pareggia il capitano avversario, Ricardo Horta, con la partita che termina così nei tempi regolamentari. Ai rigori è fatale l'errore di Tiago Araújo che sbaglia il rigore e concede agli avversari la vittoria.
In Taça de Portugal superano il terzo turno il 22 ottobre spazzando via il Sintrense per 5-0. Nel quarto turno del 26 novembre, sconfiggono il Mafra per 2-1. Escono dalla coppa il 9 gennaio, in occasione degli Ottavi di finale subendo una sconfitta per mano del Porto per 4-0.

## Rosa
Rosa aggiornata al 31 gennaio 2024.
| N. |                       | Ruolo | Calciatore        |
| -- | --------------------- | ----- | ----------------- |
| 2  | Spagna (bandiera)     | D     | Raúl Parra        |
| 3  | Portogallo (bandiera) | D     | Bernardo Vital    |
| 5  | Brasile (bandiera)    | D     | Volnei            |
| 6  | Portogallo (bandiera) | C     | Alex Soares       |
| 6  | Danimarca (bandiera)  | D     | Frederik Winther  |
| 7  | Portogallo (bandiera) | A     | Rodrigo Martins   |
| 7  | Brasile (bandiera)    | C     | Zanocelo          |
| 8  | Scozia (bandiera)     | C     | Jordan Holsgrove  |
| 9  | Venezuela (bandiera)  | A     | Alejandro Marqués |
| 10 | Francia (bandiera)    | A     | Rafik Guitane     |
| 11 | Brasile (bandiera)    | A     | Cassiano          |
| 13 | Brasile (bandiera)    | D     | João Basso        |
| 17 | Francia (bandiera)    | D     | Harouna Sy        |
| 18 | Uruguay (bandiera)    | D     | Erick Cabaco      |
| 20 | Brasile (bandiera)    | A     | João Carlos       |
| 21 | Portogallo (bandiera) | A     | Rodrigo Gomes     |
| 22 | Francia (bandiera)    | D     | Eliaquim Mangala  |

| N. |                                | Ruolo | Calciatore        |
| -- | ------------------------------ | ----- | ----------------- |
| 23 | Portogallo (bandiera)          | D     | Pedro Álvaro      |
| 25 | Nigeria (bandiera)             | A     | Bamidele Yusuf    |
| 28 | Belgio (bandiera)              | C     | Ivan Pavlić       |
| 29 | Serbia (bandiera)              | A     | Nemanja Jović     |
| 31 | Brasile (bandiera)             | P     | Marcelo Carné     |
| 33 | Portogallo (bandiera)          | C     | João Marques      |
| 48 | Brasile (bandiera)             | C     | Michel            |
| 64 | Senegal (bandiera)             | C     | Mor Ndiaye        |
| 67 | São Tomé e Príncipe (bandiera) | D     | Ricardo Fernandes |
| 78 | Portogallo (bandiera)          | A     | Tiago Araújo      |
| 79 | Portogallo (bandiera)          | D     | Wagner Pina       |
| 81 | Portogallo (bandiera)          | P     | Diogo Dias        |
| 82 | Portogallo (bandiera)          | C     | Mateus Fernandes  |
| 83 | Francia (bandiera)             | C     | Koba Koindredi    |
| 91 | Portogallo (bandiera)          | A     | Heri              |
| 99 | Portogallo (bandiera)          | P     | Daniel Figueira   |

## Calciomercato

### Sessione estiva(dall'1/7 all'1/9)
| Acquisti         | Acquisti          | Acquisti          | Acquisti                |
| R.               | Nome              | da                | Modalità                |
| ---------------- | ----------------- | ----------------- | ----------------------- |
| A                | Rafik Guitane     | Stade Reims       | definitivo (250 mila €) |
| D                | Erick Cabaco      | Getafe            | definitivo              |
| C                | Heriberto Tavares | Famalicão         | definitivo              |
| A                | Alejandro Marqués | Juventus Next Gen | definitivo              |
| D                | Harouna Sy        | Volos NPS         | definitivo              |
| C                | Alex Soares       | Petro Luanda      | definitivo              |
| D                | Raúl Parra        | Cadice            | definitivo              |
| A                | Rodrigo Gomes     | Braga             | prestito                |
| C                | Mateus Fernandes  | Sporting Lisbona  | prestito                |
| C                | Koba Koindredi    | Valencia          | prestito                |
| C                | Jordan Holsgrove  | Olympiakos        | prestito                |
| D                | Eliaquim Mangala  |                   | definitivo              |
| Altre operazioni |                   |                   |                         |
| R.               | Nome              | da                | Modalità                |
| A                | André Clovis      | Académico Viseu   | fine prestito           |
| D                | Volnei            | Oliveirense       | fine prestito           |
| A                | Serginho          | Oliveirense       | fine prestito           |
| C                | Titouan Thomas    | ADO Den Haag      | fine prestito           |

| Acquisti         | Acquisti           | Acquisti          | Acquisti                    |
| R.               | Nome               | da                | Modalità                    |
| ---------------- | ------------------ | ----------------- | --------------------------- |
| D                | Tiago Santos       | Lille             | definitivo (6,50 milioni €) |
| A                | André Clovis       | Académico Viseu   | definitvo (1,25 milioni €)  |
| A                | Serginho           | Viborg            | definitvo (500 mila €)      |
| C                | Francisco Geraldes | Baniyas           | definitivo                  |
| C                | Loreintz Rosier    | Fortuna Sittard   | definitivo                  |
| D                | Lucas Áfrico       | Qəbələ            | definitivo                  |
| D                | Mexer              | Bandırmaspor      | definitivo                  |
| C                | Titouan Thomas     | Stade Lavallois   | definitivo                  |
| P                | Pedro Silva        | Penafiel          | definitivo                  |
| D                | Joãozinho          | Torreense         | definitivo                  |
| P                | João Oliveira      | Leiria            | definitivo                  |
| Altre operazioni |                    |                   |                             |
| R.               | Nome               | a                 | Modalità                    |
| C                | James Lea Siliki   |                   | svincolato                  |
| A                | Tiago Gouveia      | Benfica           | fine prestito               |
| C                | João Carvalho      | Olympiakos        | fine prestito               |
| A                | Carlos Eduardo     | Palmeiras         | fine prestito               |
| A                | Rafik Guitane      | Stade Reims       | fine prestito               |
| C                | João Gamboa        | OH Leuven         | fine prestito               |
| A                | Alejandro Marqués  | Juventus Next Gen | fine prestito               |
| D                | Shaquil Delos      | AS Nancy          | fine prestito               |

### Sessione invernale (dal 1/1 al 31/1)
| Acquisti | Acquisti         | Acquisti                | Acquisti                   |
| R.       | Nome             | da                      | Modalità                   |
| -------- | ---------------- | ----------------------- | -------------------------- |
| A        | Nemanja Jović    |                         | definitivo                 |
| D        | João Basso       | Santos                  | prestito                   |
| C        | Zanocelo         | Santos                  | prestito                   |
| D        | Frederik Winther | Augsburg                | prestito                   |
| C        | Koba Koindredi   | Valencia Club de Fútbol | definitivo (2,6 milioni €) |

| Cessioni | Cessioni        | Cessioni         | Cessioni   |
| R.       | Nome            | a                | Modalità   |
| -------- | --------------- | ---------------- | ---------- |
| A        | Rodrigo Martins | Portimonense     | definitivo |
| C        | Alex Soares     |                  | svincolato |
| C        | Koba Koindredi  | Sporting Lisbona | definitivo |

## Risultati

### Primeira Liga

#### Girone di andata
| Arbitro: | Carvalho (Santarém) |

|                                                            |           |                                                      |
| Mújica 19’ Cristo 57’ Voleni 74’ (aut.) Pedro Santos 90+5’ | Marcatori | 10’ Holsgrove 48’ João Marques 70’ Alejandro Marqués |

| Arbitro: | Vasilica (Vila Real) |

|                                     |           |  |
| Mangala 55’ Alejandro Marqués 90+8’ | Marcatori |  |

| Arbitro: | Bessa (Porto) |

|                             |           |                  |
| Ronaldo 47’ Leonardo 90+10’ | Marcatori | 66’ João Marques |

| Arbitro: | Pereira (Aveiro) |

|                       |           |                        |
| Alejandro Marqués 34’ | Marcatori | 4’ Malheiro 41’ Morais |

| Arbitro: | Gonçalves |

|                                                                      |           |                                           |
| Tiba 9’ Dominguez 39’ Murilo 45+2’ (rig.) Félix Correia 54’ Depú 56’ | Marcatori | 22’ (rig.), 84’ Cassiano 61’ João Marques |

| Arbitro: | Correia (Porto) |

|                       |           |                               |
| Guitane 53’ Vital 67’ | Marcatori | 62’ Essende 90+8’ Saint-Louis |

| Arbitro: | Nogueira (Lisbona) |

|                                                     |           |                              |
| André Silva 56’ João Mendes 69’ Safira 90+3’ (rig.) | Marcatori | 12’ Araújo 20’ Rodrigo Gomes |

| Arbitro: | Narciso (Setúbal) |

|  |           |                     |
|  | Marcatori | 90+3’ António Silva |

| Arbitro: | Baixinho |

|            |           |  |
| Pedrão 31’ | Marcatori |  |

| Arbitro: | Martins |

|  |           |               |
|  | Marcatori | 75’ Holsgrove |

| Arbitro: | Melo (Porto) |

|                                                                   |           |  |
| Alejandro Marqués 1’ Guitane 24’ Rodrigo Gomes 69’ Cassiano 90+5’ | Marcatori |  |

| Arbitro: | Vieira |

|                                                |           |             |
| Ricardo Horta 30’ Banza 50’ Carné 90+1’ (aut.) | Marcatori | 24’ Guitane |

| Arbitro: | Macedo |

|                                                        |           |  |
| Rodrigo Gomes 6’, 61’ Alejandro Marqués 70’ Heri 90+2’ | Marcatori |  |

| Arbitro: | Nogueira (Lisbona) |

|           |           |             |
| Cádiz 14’ | Marcatori | 5’ Cassiano |

| Arbitro: | Baixinho |

|                                                        |           |  |
| João Marques 5’, 47’ Tiago Araújo 45+5’ Raúl Parra 78’ | Marcatori |  |

| Arbitro: | Pereira (Aveiro) |

|                                                                  |           |              |
| Edwards 20’, 45+1’ P. Álvaro 51’ (aut.) Pedro G. 69’ Trincão 78’ | Marcatori | 82’ Cassiano |

| Arbitro: | Nogueira (Lisbona) |

|                 |           |                                   |
| João Carlos 90’ | Marcatori | 30’ Aparício 33’ Marcelo 74’ Alan |

#### Girone di ritorno
| Arbitro: | Gonçalves |

|            |           |                      |
| Guitane 2’ | Marcatori | 7’ Mújica 45’ Esgaio |

| Arbitro: | Vieira |

|             |           |          |
| Boateng 56’ | Marcatori | 85’ Heri |

| Arbitro: | Bessa (Porto) |

|               |           |  |
| Fernandes 57’ | Marcatori |  |

| Arbitro: | Pinheiro (Braga) |

|                       |           |             |
| Sasso 15’ Boženík 30’ | Marcatori | 54’ Marqués |

| Arbitro: | Vasilica (Vila Real) |

|             |           |                                               |
| Marqués 46’ | Marcatori | 59’ Gabriel Pereira 69’ Correia 90+6’ Alipour |

| Arbitro: | Melo (Porto) |

|                                  |           |                                        |
| Essende 26’, 36’ Lebedenko 90+5’ | Marcatori | 83’ Marqués 85’ Zanocelo 90+3’ Guitane |

| Arbitro: | Gonçalves |

|             |           |                                                   |
| Marqués 69’ | Marcatori | 8’ João Mendes 22’ Jota Silva 42’ Nélson Oliveira |

| Arbitro: | Oliveira |

|                                             |           |                   |
| Kökçü 15’ Marcos Leonardo 45+2’ Gouveia 49’ | Marcatori | 22’ Rodrigo Gomes |

| Arbitro: | Pinheiro (Braga) |

|              |           |  |
| Cassiano 53’ | Marcatori |  |

| Arbitro: | Nobre (Leiria) |

|              |           |  |
| Cassiano 69’ | Marcatori |  |

| Lisbona 8 aprile 2024, ore 20:15 WEST 28ª giornata | Casa Pia           | 0 – 0 referto | Estoril Praia | Estádio Pina Manique (1 391 spett.)\| Arbitro: \| Nogueira (Lisbona) \| |
| Arbitro:                                           | Nogueira (Lisbona) |               |               |                                                                         |

| Arbitro: | Veríssimo (Leiria) |

|  |           |           |
|  | Marcatori | 64’ Djaló |

| Arbitro: | Almeida (Algarve) |

|                               |           |                             |
| João Correia 33’ Morim 90+20’ | Marcatori | 58’ João Basso 71’ Fabrício |

| Arbitro: | Oliveira |

|                   |           |  |
| Rodrigo Gomes 34’ | Marcatori |  |

| Arbitro: | Godinho (Évora) |

|                                                   |           |                                  |
| Gonçalo Silva 35’ Mattheus Oliveira 45’ Bruno 64’ | Marcatori | 45+2’ Fabrício 51’ Rodrigo Gomes |

| Arbitro: | Gonçalves |

|  |           |              |
|  | Marcatori | 80’ Paulinho |

| Arbitro: | Macedo |

|                        |           |                 |
| Mingotti 4’ Franco 66’ | Marcatori | 49’ João Carlos |

### Taça de Portugal
| Arbitro: | Nobre (Leiria) |

|  |           |                                                                               |
|  | Marcatori | 33’, 42’ Rodrigo Gomes 54’ Alejandro Marqués 73’ Vital 78’ (rig.) João Carlos |

| Arbitro: | Pereira (Aveiro) |

|                       |           |             |
| Heri 52’ Cassiano 82’ | Marcatori | 28’ Almeida |

| Arbitro: | Veríssimo (Leiria) |

|  |           |                                           |
|  | Marcatori | 24’, 31’ (rig.), 56’ Evanilson 74’ Galeno |

### Taça da Liga
| Arbitro: | Machedo |

|                               |           |  |
| João Marques 33’ Cassiano 71’ | Marcatori |  |

| Arbitro: | Rodriuges (Madeira) |

|                                                                  |           |             |
| Rodrigo Martins 45+2’ Araújo 56’ Volnei 64’ João Carlos 74’, 90’ | Marcatori | 90+2’ Sambú |

#### Fase a gironi
| Arbitro: | Carvalho (Santarém) |

|                |           |                      |
| Léo Bolgado 7’ | Marcatori | 3’ Cassiano 62’ Heri |

| Arbitro: | Malheiro (Santarém) |

|                                                     |           |          |
| Cassiano 22’ Guitane 90+1’ João Carlos 90+6’ (rig.) | Marcatori | 34’ Pepê |

#### Final Four
| Arbitro: | Pereira (Aveiro) |

|                                                              |                      |                                                         |
| Otamendi 58’                                                 | Marcatori            | 21’ Guitane                                             |
| João Mário M. Leonardo Otamendi Cabral Di María Tomás Araújo | Tiri di rigore 4 – 5 | Guitane A. Marqués Ndiaye J. Marques Tiago Araújo Vital |

| Arbitro: | Veríssimo (Leiria) |

|                                              |                      |                                          |
| R. Horta 20’                                 | Marcatori            | 6’ (rig.) Cassiano                       |
| R. Horta J. Moutinho A. Ruiz Pizzi Elmusrati | Tiri di rigore 5 – 4 | Volnei A. Marqués Heri W. Pina T. Araújo |

## Statistiche

### Statistiche di squadra
Aggiornate al 18 maggio 2024.
| Competizione     | Punti | In casa | In casa | In casa | In casa | In casa | In casa | In trasferta | In trasferta | In trasferta | In trasferta | In trasferta | In trasferta | In campo neutro | In campo neutro | In campo neutro | In campo neutro | In campo neutro | In campo neutro | Totale | Totale | Totale | Totale | Totale | Totale | DR |
| Competizione     | Punti | G       | V       | N       | P       | Gf      | Gs      | G            | V            | N            | P            | Gf           | Gs           | G               | V               | N               | P               | Gf              | Gs              | G      | V      | N      | P      | Gf     | Gs     | DR |
| ---------------- | ----- | ------- | ------- | ------- | ------- | ------- | ------- | ------------ | ------------ | ------------ | ------------ | ------------ | ------------ | --------------- | --------------- | --------------- | --------------- | --------------- | --------------- | ------ | ------ | ------ | ------ | ------ | ------ | -- |
| Primeira Liga    | 33    | 17      | 8       | 1       | 8       | 25      | 18      | 17           | 1            | 5            | 11           | 24           | 40           | -               | -               | -               | -               | -               | -               | 34     | 9      | 6      | 19     | 49     | 58     | -9 |
| Taça de Portugal | -     | 2       | 1       | 0       | 1       | 2       | 5       | 1            | 1            | 0            | 0            | 5            | 0            | -               | -               | -               | -               | -               | -               | 3      | 2      | 0      | 1      | 7      | 5      | +2 |
| Taça da Liga     | -     | 3       | 3       | 0       | 0       | 10      | 2       | 1            | 1            | 0            | 0            | 1            | 2            | 2               | 1               | 0               | 1               | 2               | 2               | 6      | 5      | 0      | 1      | 13     | 6      | +7 |
| Totale           | -     | 22      | 12      | 1       | 9       | 37      | 25      | 19           | 3            | 5            | 11           | 30           | 42           | 2               | 1               | 0               | 1               | 2               | 2               | 43     | 16     | 6      | 21     | 69     | 69     | 0  |

### Andamento in campionato
| Giornata  | 1  | 2 | 3  | 4  | 5  | 6  | 7  | 8  | 9  | 10 | 11 | 12 | 13 | 14 | 15 | 16 | 17 | 18 | 19 | 20 | 21 | 22 | 23 | 24 | 25 | 26 | 27 | 28 | 29 | 30 | 31 | 32 | 33 | 34 |
| --------- | -- | - | -- | -- | -- | -- | -- | -- | -- | -- | -- | -- | -- | -- | -- | -- | -- | -- | -- | -- | -- | -- | -- | -- | -- | -- | -- | -- | -- | -- | -- | -- | -- | -- |
| Luogo     | T  | C | T  | C  | T  | C  | T  | C  | T  | T  | C  | T  | C  | T  | C  | T  | C  | C  | T  | C  | T  | C  | T  | C  | T  | C  | C  | T  | C  | T  | C  | T  | C  | T  |
| Risultato | P  | V | P  | P  | P  | N  | P  | P  | P  | V  | V  | P  | V  | N  | V  | P  | P  | P  | N  | V  | P  | P  | N  | P  | P  | V  | V  | N  | P  | N  | V  | P  | P  | P  |
| Posizione | 10 | 9 | 12 | 16 | 17 | 17 | 17 | 18 | 18 | 16 | 13 | 14 | 12 | 13 | 9  | 12 | 13 | 15 | 14 | 11 | 12 | 14 | 14 | 15 | 16 | 16 | 12 | 12 | 13 | 14 | 11 | 12 | 13 | 13 |

Legenda:

Luogo: C = Casa; T = Trasferta. Risultato: V = Vittoria; N = Pareggio; P = Sconfitta.

### Statistiche dei giocatori
| Giocatore    | Primeira Liga | Primeira Liga | Primeira Liga | Primeira Liga | Taça de Portugal + Taça da Liga | Taça de Portugal + Taça da Liga | Taça de Portugal + Taça da Liga | Taça de Portugal + Taça da Liga | Totale   | Totale | Totale      | Totale     |
| Giocatore    | Presenze      | Reti          | Ammonizioni   | Espulsioni    | Presenze                        | Reti                            | Ammonizioni                     | Espulsioni                      | Presenze | Reti   | Ammonizioni | Espulsioni |
| ------------ | ------------- | ------------- | ------------- | ------------- | ------------------------------- | ------------------------------- | ------------------------------- | ------------------------------- | -------- | ------ | ----------- | ---------- |
| T. Araújo    | 29            | 2             | 4             | 0             | 3+6                             | 0+1                             | 1+2                             | 0                               | 38       | 3      | 7           | 0          |
| E. Cabaco    | 6             | 0             | 0             | 0             | 0                               | 0                               | 0                               | 0                               | 6        | 0      | 0           | 0          |
| M. Carné     | 22            | -28           | 3             | 1             | 0+1                             | 0+-1                            | 0                               | 0                               | 23       | -29    | 3           | 1          |
| Cassiano     | 29            | 7             | 2             | 0             | 2+6                             | 1+4                             | 0                               | 0                               | 37       | 12     | 2           | 0          |
| M. Costa     | 8             | 0             | 0             | 0             | 0                               | 0                               | 0                               | 0                               | 8        | 0      | 0           | 0          |
| D. Figueira  | 12            | -29           | 0             | 0             | 3+5                             | -5+-3                           | 0+1                             | 0                               | 20       | -37    | 1           | 0          |
| B. Yusuf     | 0             | 0             | 0             | 0             | 0+1                             | 0                               | 0                               | 0                               | 1        | 0      | 0           | 0          |
| D. Dias      | 0             | 0             | 0             | 0             | 0+1                             | 0+-1                            | 0                               | 0                               | 1        | -1     | 0           | 0          |
| M. Fernandes | 28            | 1             | 6             | 0             | 3+4                             | 0                               | 0+2                             | 0                               | 35       | 1      | 8           | 0          |
| R. Fernandes | 0             | 0             | 0             | 0             | 0+1                             | 0                               | 0                               | 0                               | 1        | 0      | 0           | 0          |
| R. Gomes     | 30            | 7             | 5             | 0             | 3+3                             | 2+0                             | 0                               | 0                               | 36       | 9      | 5           | 0          |
| R. Guitane   | 33            | 5             | 0             | 0             | 3+5                             | 0+2                             | 0+1                             | 0                               | 41       | 7      | 1           | 0          |
| Heri         | 32            | 2             | 5             | 0             | 3+6                             | 1+1                             | 1+1                             | 0                               | 41       | 4      | 7           | 0          |
| J. Holsgrove | 15            | 2             | 6             | 0             | 3+1                             | 0                               | 0                               | 0                               | 19       | 2      | 6           | 0          |
| N. Jovic     | 3             | 0             | 0             | 0             | 0                               | 0                               | 0                               | 0                               | 3        | 0      | 0           | 0          |
| João Basso   | 14            | 1             | 2             | 0             | 0                               | 0                               | 0                               | 0                               | 14       | 1      | 2           | 0          |
| João Carlos  | 20            | 2             | 3             | 0             | 1+4                             | 1+3                             | 0                               | 0                               | 25       | 6      | 3           | 0          |
| K. Koindredi | 11            | 0             | 0             | 0             | 3+4                             | 0                               | 0+1                             | 0                               | 18       | 0      | 1           | 0          |
| E. Mangala   | 17            | 1             | 3             | 0             | 2+3                             | 0                               | 0+1                             | 0                               | 22       | 1      | 4           | 0          |
| J. Maruqes   | 32            | 5             | 8             | 0             | 3+6                             | 0+1                             | 2+1                             | 0                               | 41       | 6      | 11          | 0          |
| A. Marqués   | 31            | 9             | 3             | 0             | 3+3                             | 1+0                             | 0+1                             | 0                               | 37       | 10     | 4           | 0          |
| R. Martins   | 2             | 0             | 0             | 0             | 0+2                             | 0+1                             | 0                               | 0                               | 4        | 1      | 0           | 0          |
| M. Ndiaye    | 8             | 0             | 2             | 0             | 0+2                             | 0                               | 0                               | 0                               | 10       | 0      | 2           | 0          |
| R. Parra     | 13            | 1             | 1             | 0             | 2+1                             | 0                               | 0                               | 0                               | 16       | 1      | 1           | 0          |
| I. Pavlić    | 5             | 0             | 0             | 0             | 0+3                             | 0                               | 0+1                             | 0                               | 8        | 0      | 1           | 0          |
| W. Pina      | 22            | 0             | 3             | 0             | 3+4                             | 0                               | 0+2                             | 0                               | 29       | 0      | 5           | 0          |
| A. Soares    | 6             | 0             | 0             | 0             | 0+2                             | 0                               | 0+1                             | 0                               | 8        | 0      | 1           | 0          |
| H. Sy        | 1             | 0             | 0             | 0             | 0                               | 0                               | 0                               | 0                               | 1        | 0      | 0           | 0          |
| B. Vital     | 29            | 1             | 5             | 0             | 3+6                             | 1+0                             | 0                               | 0                               | 38       | 2      | 5           | 0          |
| Volnei       | 21            | 0             | 4             | 0             | 2+6                             | 0+1                             | 1+1                             | 0                               | 29       | 1      | 6           | 0          |
| Zanocelo     | 15            | 1             | 3             | 0             | 0                               | 0                               | 0                               | 0                               | 15       | 1      | 3           | 0          |
| F. Winther   | 2             | 0             | 0             | 0             | 0                               | 0                               | 0                               | 0                               | 2        | 0      | 0           | 0          |
| P. Álvaro    | 20            | 0             | 6             | 1             | 3+5                             | 0                               | 1+1                             | 0                               | 28       | 0      | 8           | 1          |